# Humason (cráter)
Humason es un pequeño cráter de impacto lunar ubicado en el Oceanus Procellarum. Se trata de un cráter en forma de copa con un borde exterior que se eleva ligeramente por encima del entorno del mar lunar. Al oeste aparece un sistema de ligeras crestas denominadas Dorsa Whiston orientadas hacia el sur en dirección a los Montes Agricola.
Este cráter fue previamente identificado como Lichtenberg G antes de ser renombrado por la UAI. El cráter Lichtenberg se encuentra a más de 100 kilómetros hacia el oeste.
|  |